# Горешнєв Олексій Федосійович
Олексій Федосійович Горешнєв (1935 —?) — радянський футболіст, який грав на позиції нападника. Відомий за виступами у низці команд класу «Б», у тому числі у складі тбіліського «Спартака», у складі якого був переможцем зонального ткрніру класу «Б», та сімферопольської «Таврії», у складі якої був бронзовим призером чемпіонату УРСР в класі «Б».

## Клубна кар'єра
Олексій Горешнєв розпочав виступи на футбольних полях у 1953 році в команді класу «Б» «Спартак» з Тбілісі, яка в цьому році виграла зональний турнір у класі «Б», проте не зуміла потрапити до вищого дивізіону радянського футболу. Далі футболіст по року грав у складі команд класу «Б» «Червоний Прапор» з Іваново та «Нафтовик» з Краснодара. У 1957 році Олексій Горешнєв грав у складі дубля клубу вищої ліги ЦСК МО, проте в основному складі так і не зіграв, після чого протягом двох років грав за армійську команду з Тбілісі, яка виступала в класі «Б», у якій був одним із кращих бомбардирів, відзначаючись 10 забитими м'ячами в обох сезонах у тбіліській армійській команді. У 1960 році нападник поповнив склад іншої команди класу «Б» «Спартак» із Ставрополя, проте в цій команді Горешнєв зіграв лише 13 матчів, у яких відзначився 3 забитими м'ячами.
У 1961 Олексій Горешнєв став гравцем команди класу «Б» «Авангард» з Сімферополя. Прихід нового нападника, разом із Леонідом Яровим, Володимиром Тюткіним і Георгієм Михохосом, мав компенсувати відхід з команди Володимира Никонова, Володимира Масальцева, Костянтина Цимбалюка і Віталія Потаскуєва. У першому ж сезоні в новій команді Горешнєв став її кращим бомбардиром, а наступного року разом із командою став бронзовим призером першості УРСР. У 1963 році відіграв останній свій сезон за сімферопольську команду, яка в цьому році отримала нову назву «Авангард», за яку зіграв лише в чемпіонаті країни 89 матчів та відзначився 28 забитими м'ячами. У 1965 році грав у новоствореній команді класу «Б» «Інгурі» (Зугдіді), після чого завершив виступи на футбольних полях. Дата та місце смерті Олексія Горешнєва невідомі.